# 沃洛格达

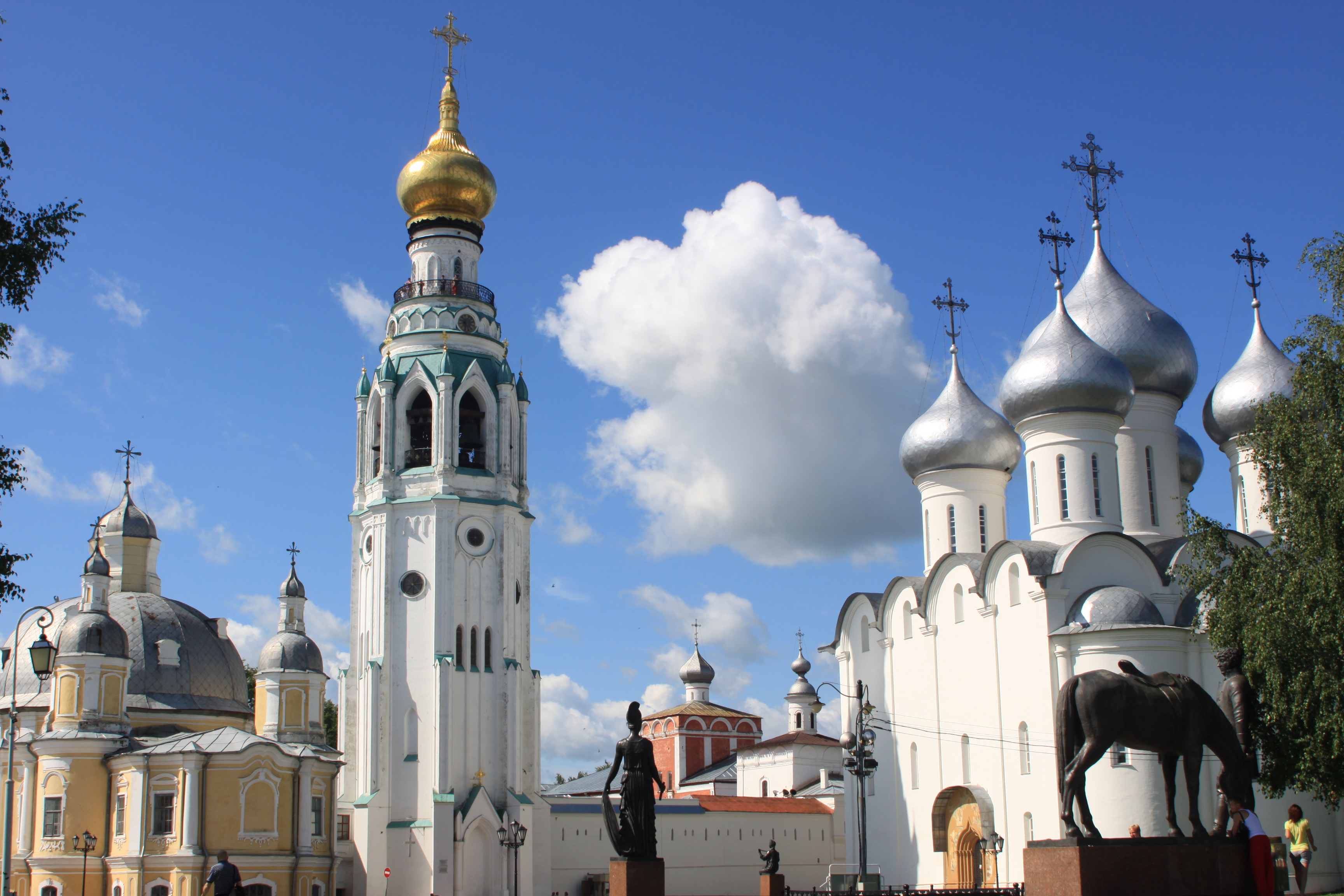
沃洛格達克里姆林

沃洛格達旗幟

沃洛格達徽章

沃洛格達（羅馬化：Vólogda），是俄羅斯沃洛格達州首府。人口2010年人口301,755；293,046（2002年人口调查），1989年人口282,802。
沃洛格达是俄罗斯西北的重要交通枢纽，已被俄罗斯联邦文化部列为历史文化名城，俄罗斯共有41座历史文化名城，沃洛格达州就有三个。224栋建筑物已被正式确认为文物古迹。
文獻記載始於1147年，1273年被蒙古人劫掠。1412年成為莫斯科大公國的一部份。

## 友好城市
- 荷蘭兹沃勒
- 匈牙利米什科尔茨
- 美国伦敦德里（英语：Londonderry, New Hampshire）
- 芬兰科沃拉
- 法國斯特拉斯堡
- 法國埃朗库尔
- 白俄羅斯格罗德诺
- 保加利亚布爾加斯